# Conti di Hohenburg

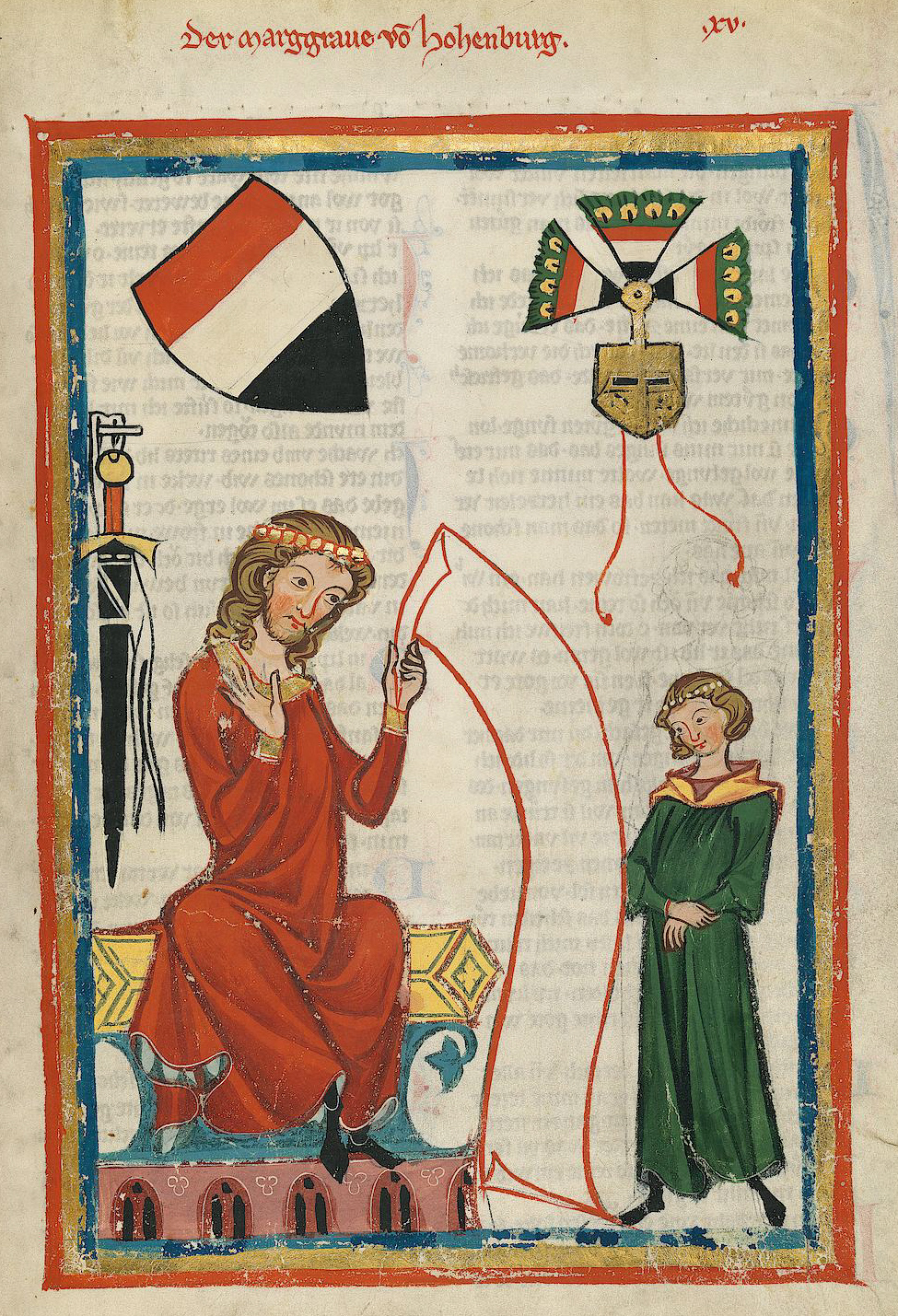
Stemma degli Hohenburg nel Codex Manesse

I conti di Hohenburg erano conti di varie stirpi che governarono nella zona intorno a Hohenburg im Nordgau (nell'odierno Alto Palatinato) tra l'anno 1000 e l'anno 1258.

## Storia

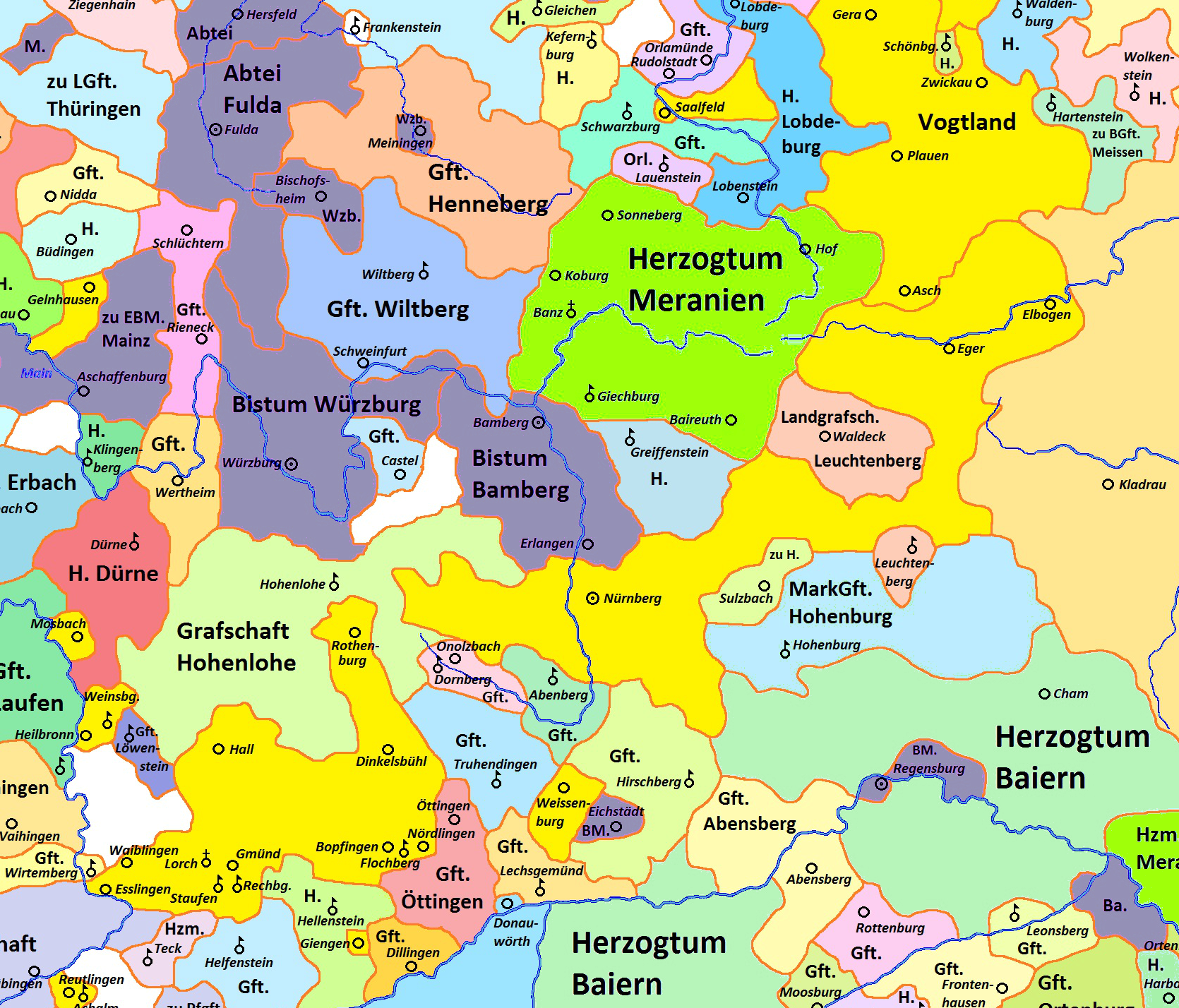
Margraviato di Hohenburg (azzurro) al tempo degli Staufer intorno al 1250

All'inizio dell'XI secolo si ha notizia di un certo conte Ernesto (Ernst, nelle fonti comes Ernestus), che probabilmente possedeva proprietà a Hohenburg, ma non è possibile risalire alla stirpe di appartenenza di questo conte. Un altro conte Ernst/Ernesto compare all'inizio del XII secolo: questo conte Ernst/Ernesto discendeva probabilmente dai conti di Sulzbach, dai Babenberg austriaci o forse dal conte Adalberto di Rebgau. Era imparentato con i conti di Poigen-Stein (in Austria), i conti di Bergtheim (vicino a Würzburg) e i conti di Clamm (in Austria) e Velburg (nel Nordgau). Il conte Ernst/Ernesto morì intorno al 1120. e i suoi figli Ernst/Ernesto e Federico, che non erano sposati, lasciarono in eredità i loro domini nel 1142 al vescovado di Ratisbona, nel caso in cui fossero deceduti senza figli maschi. Ernesto morì intorno al 1162, Federico nel 1178, ma esso lasciò un figlio omonimo, Federico II, che rinnovò i patti ereditari del padre.
Federico II morì senza figli nel 1209, ma la vedova Mechtild di Wasserburg, figlia del conte Teodorico (Dietrich) di Wasserburg-Viechtenstein, si rifiutò di cedere l'eredità. Nel 1210 stipulò un nuovo contratto con il vescovo di Ratisbona Corrado IV di Frontenhausen, in base al quale le sarebbe spettata la signoria per il resto della sua vita, seguita dal figlio nato da un altro matrimonio e poi dal figlio di quest'ultimo. Intorno al 1212 sposò Diepoldo VII, della stirpe dei margravi di Vohburg, dal quale ebbe quattro figli e due figlie. La stirpe allora si chiamava margravi di Hohenburg.
Il figlio Diepoldo VIII morì probabilmente nel 1247. I figli Bertoldo, Ottone e Ludovico furono importanti sostenitori degli Staufer e giocarono un ruolo importante nell'amministrazione dell'Italia meridionale e della Sicilia. Morirono in cattività tra il 1256 e il 1258.
Nel Codex Manesse, un margravio di Hohenburg è elencato come Minnesang. Non è possibile un'assegnazione esatta a un margravio specifico, ma si presume che si trattasse di Bertoldo, figlio di Diepoldo VII.
Dopo la morte dei quattro figli di Mechthild, la signoria di Hohenburg passò al vescovado di Ratisbona e il titolo di conte o margravio di Hohenburg non fu più utilizzato.